# Xavier Tomas
Pour les articles homonymes, voir Tomas.
Xavier Tomas est un footballeur franco-portugais, né le 4 janvier 1986 à Nantua (Ain), qui évolue au poste de défenseur central. À ce jour, il a à son actif plus de 380 matchs en professionnel et une campagne européenne.

## Biographie

### Début de carrière en France
Xavier Tomas est formé au FC Gueugnon. Capitaine dans toutes les catégories de jeunes du club, il connait sa première sélection en équipe de France à l'âge de 16 ans contre le Portugal, son pays d'origine. À 18 ans, il joue son premier match professionnel à Montpellier. Ses très bons débuts en Ligue 2 sont récompensés à la fin de la saison, où il signe son premier contrat pro, contrat de trois années en professionnel. Il est alors prêté au Rodez AF avec qui il remporte le Championnat de France amateur. Auteur d'une très bonne saison, il résilie son contrat avec Gueugnon avant de signer au Tours FC avec un projet bien plus ambitieux.
Sa première saison en National est convaincante avec une montée en L2 en prime. Il joue 21 matchs marquant 1 but en championnat, ce qui pousse le club tourangeau à le prolonger de deux années pour la Ligue 2. 

### Expériences à l'étranger

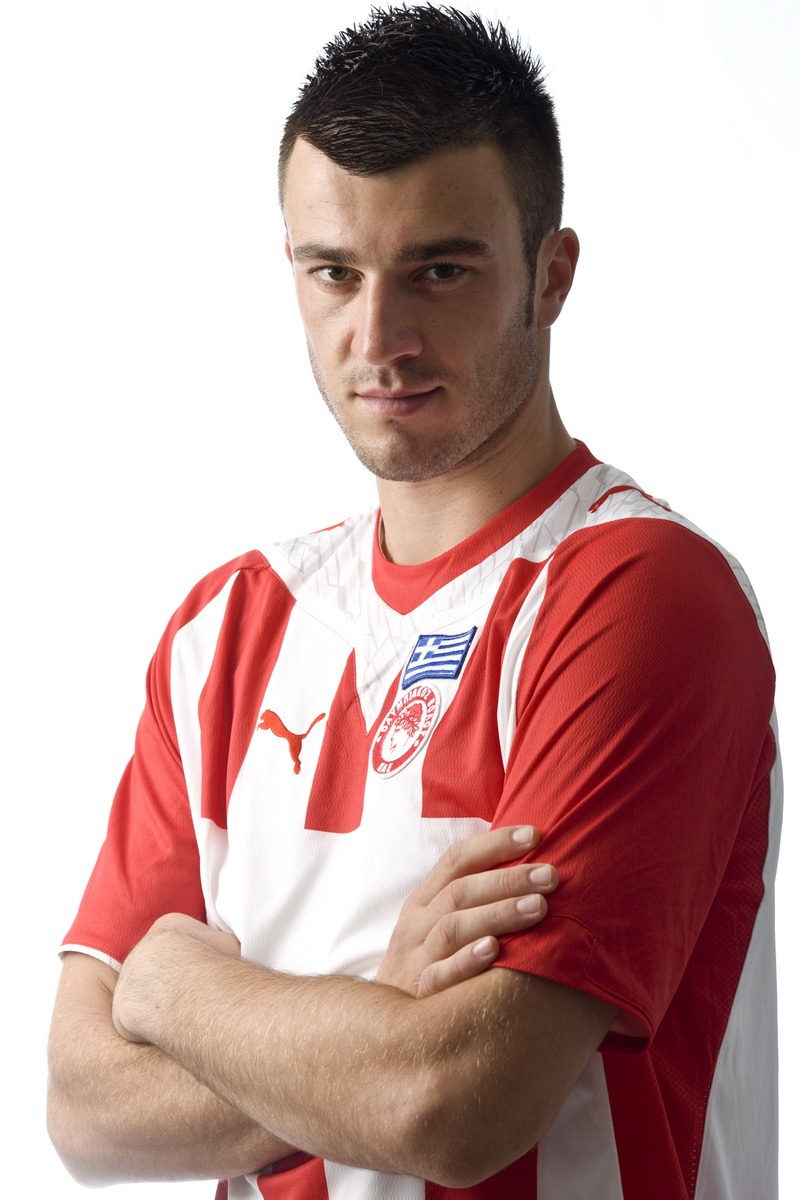
Xavier Tomas sous le maillot de l'Olympiakos Volos (2010).

Après deux bonnes saisons en Ligue 2, il signe à l'Olympiakos Volos en Grèce, tout juste promu en première division. Il réussit sa saison jouant 31 matchs et marquant deux buts. 
Le club se qualifie en ligue Europa (C3).  
Lors du mercato estival de 2011, il reste en Grèce et signe à l'APO Levadiakos.
Fin août 2012, il revient dans son ancien club, le Tours FC durant deux années en Ligue 2. Pour la saison 2012-2013 il est délégué syndical de l'UNFP au sein de son club.
Il retourne en Grèce à l'APO Levadiakos pour la saison 2014/2015.
Après un passage aux clubs israéliens Maccabi Petach-Tikva puis Bnei Yehoudah Tel-Aviv où il gagne une coupe, il signe le 5 janvier 2017 un contrat d'un an et demi avec le Lausanne-Sport, club de première division suisse.
Puis pour la saison 2017/2018 il part pour l’Écosse à Hamilton Accies ou il fait pas moins de 40 matchs dans l'année.

### Retour en France
Après plus de sept saisons passées à l'étranger. Le 4 septembre 2018, il revient en France en signant un contrat avec le Red Star FC en Ligue 2.
Pour la saison suivante il s'engage avec le Stade lavallois pour une saison de 20 matchs arrêtée subitement par le Covid-19.
A l'été 2020 il s'engage avec la Jeunesse d'Esch au Luxembourg.

### Reconversion
De 2021 à 2023 il prépare un DUGOS (diplôme universitaire gestionnaire des organisations sportives)
Il obtient en 2023 l'UEFA A. 

## Statistiques
| Saison                | Club                   | Championnat           | Championnat | Championnat | Coupe nationale | Coupe nationale | Coupe de la Ligue | Coupe de la Ligue | Compétition(s) continentale(s) | Compétition(s) continentale(s) | Compétition(s) continentale(s) | Play-Off | Play-Off | Total | Total |
| Saison                | Club                   | Division              | M.          | B.          | M.              | B.              | M.                | B.                | Comp.                          | M.                             | B.                             | M.       | B.       | M.    | B.    |
| 2004-2005             | FC Gueugnon            | Ligue 2               | 7           | 0           | -               | -               | -                 | -                 | -                              | -                              | -                              | -        | -        | 7     | 0     |
| 2005-2006             | FC Gueugnon            | Ligue 2               | -           | -           | 1               | 0               | -                 | -                 | -                              | -                              | -                              | -        | -        | 1     | 0     |
| 2006-2007             | Rodez AF (prêt)        | CFA                   | 33          | 1           | 5               | 0               | -                 | -                 | -                              | -                              | -                              | -        | -        | 38    | 1     |
| 2007-2008             | Tours FC               | National              | 22          | 1           | 3               | 0               | 1                 | 0                 | -                              | -                              | -                              | -        | -        | 26    | 1     |
| 2008-2009             | Tours FC               | Ligue 2               | 7           | 0           | 3               | 0               | -                 | -                 | -                              | -                              | -                              | -        | -        | 10    | 0     |
| 2009-2010             | Tours FC               | Ligue 2               | 28          | 0           | 3               | 0               | 2                 | 0                 | -                              | -                              | -                              | -        | -        | 33    | 0     |
| 2010-2011             | Olympiakos Volos       | Super League          | 22          | 2           | 4               | 0               | -                 | -                 | -                              | -                              | -                              | 5        | 0        | 31    | 2     |
| 2011-2012             | Olympiakos Volos       | Super League          | -           | -           | -               | -               | -                 | -                 | C3                             | 3                              | 0                              | -        | -        | 3     | 0     |
| 2011-2012             | APO Levadiakos         | Super League          | 25          | 0           | 1               | 0               | -                 | -                 | -                              | -                              | -                              | -        | -        | 26    | 0     |
| 2012-2013             | Tours FC               | Ligue 2               | 27          | 1           | 1               | 0               | -                 | -                 | -                              | -                              | -                              | -        | -        | 28    | 1     |
| 2013-2014             | Tours FC               | Ligue 2               | -           | -           | -               | -               | -                 | -                 | -                              | -                              | -                              | -        | -        | 0     | 0     |
| 2014-2015             | APO Levadiakos         | Super League          | 29          | 3           | 3               | 0               | -                 | -                 | -                              | -                              | -                              | -        | -        | 32    | 3     |
| 2015-2016             | Maccabi Petach-Tikva   | Ligat ha'Al           | 26          | 2           | 2               | 0               | 5                 | 1                 | -                              | -                              | -                              | 6        | 1        | 39    | 4     |
| 2016-2017             | Bnei Yehoudah Tel-Aviv | Ligat ha'Al           | 12          | 0           | -               | -               | 5                 | 0                 | -                              | -                              | -                              | -        | -        | 17    | 0     |
| 2016-2017             | Lausanne-Sport         | Super League          | 3           | 0           | -               | -               | -                 | -                 | -                              | -                              | -                              | -        | -        | 3     | 0     |
| 2017-2018             | Hamilton Academical    | Premiership           | 35          | 1           | -               | -               | 4                 | 0                 | -                              | -                              | -                              | -        | -        | 39    | 1     |
| Total sur la carrière | Total sur la carrière  | Total sur la carrière | 256         | 11          | 26              | 0               | 16                | 1                 | -                              | 4                              | 0                              | 11       | 1        | 313   | 13    |

## Palmarès
- Champion du groupe C de CFA2 en 2005 avec l'équipe réserve du FC Gueugnon.